# Bible moralisée Oxford-Paris-Londres
La Bible moralisée dite Oxford-Paris-Londres est une bible moralisée enluminée datant de la première moitié du XIIIe siècle. Elle a été réalisée pour un commanditaire de la famille royale de France, sans doute la reine Blanche de Castille en 1234. Elle est conservée en 4 volumes : le premier à la bibliothèque Bodléienne d'Oxford, le second à la Bibliothèque nationale de France à Paris et le troisième à la British Library de Londres, ce dernier volume étant scindé en deux. Elle contient au total plus de 5000 miniatures en médaillons illustrant des épisodes de la bible.

## Historique
Le manuscrit est sans doute commandé par la reine Blanche de Castille à Paris pour en faire un cadeau de mariage à destination de Marguerite de Provence, femme de son fils Louis IX de France en 1234. Il est une copie de la bible moralisée de Tolède réalisée à la même époque. Dès la fin du XIIIe siècle, le manuscrit est présent en Angleterre. Il sert de base pour la rédaction d'une autre bible moralisée, le volume Add.18719 de la British Library. 
Le premier volume appartient au cours du XVIe siècle à un certain John Thwayte qui y a laissé son ex-libris, puis à Sir Christopher Heydon (en) (1561-1623). Il en fait don à la bibliothèque Bodléienne de l'université d'Oxford. Le volume parisien appartient aux collections de Pierre Séguier puis à celles de son petit-fils Armand du Cambout (plus connu sous le nom de duc de Coislin) et entre ensuite dans les collections de l'abbaye de Saint-Germain-des-Prés. À la Révolution, il est intégré dans les collections de la Bibliothèque nationale. Le volume de Londres, divisé en deux tomes sans doute dès l'origine, appartient en 1711 au libraire William Innys qui le vend alors à un certain John Kemp qui lui-même le revend à Robert Harley en 1721. L'ensemble de la collection de ce dernier est  acquis pour constituer le fond originel du British Museum.

## Description
La bible moralisée se présente de manière très similaire à l'exemplaire de Vienne : chaque page est ornée de 8 médaillons représentant des scènes de l'Ancien Testament confrontées à celles du Nouveau Testament. Celle d'Oxford-Paris-Londres est un des sept exemplaires entièrement illustrés, avec 624 pages de miniatures.

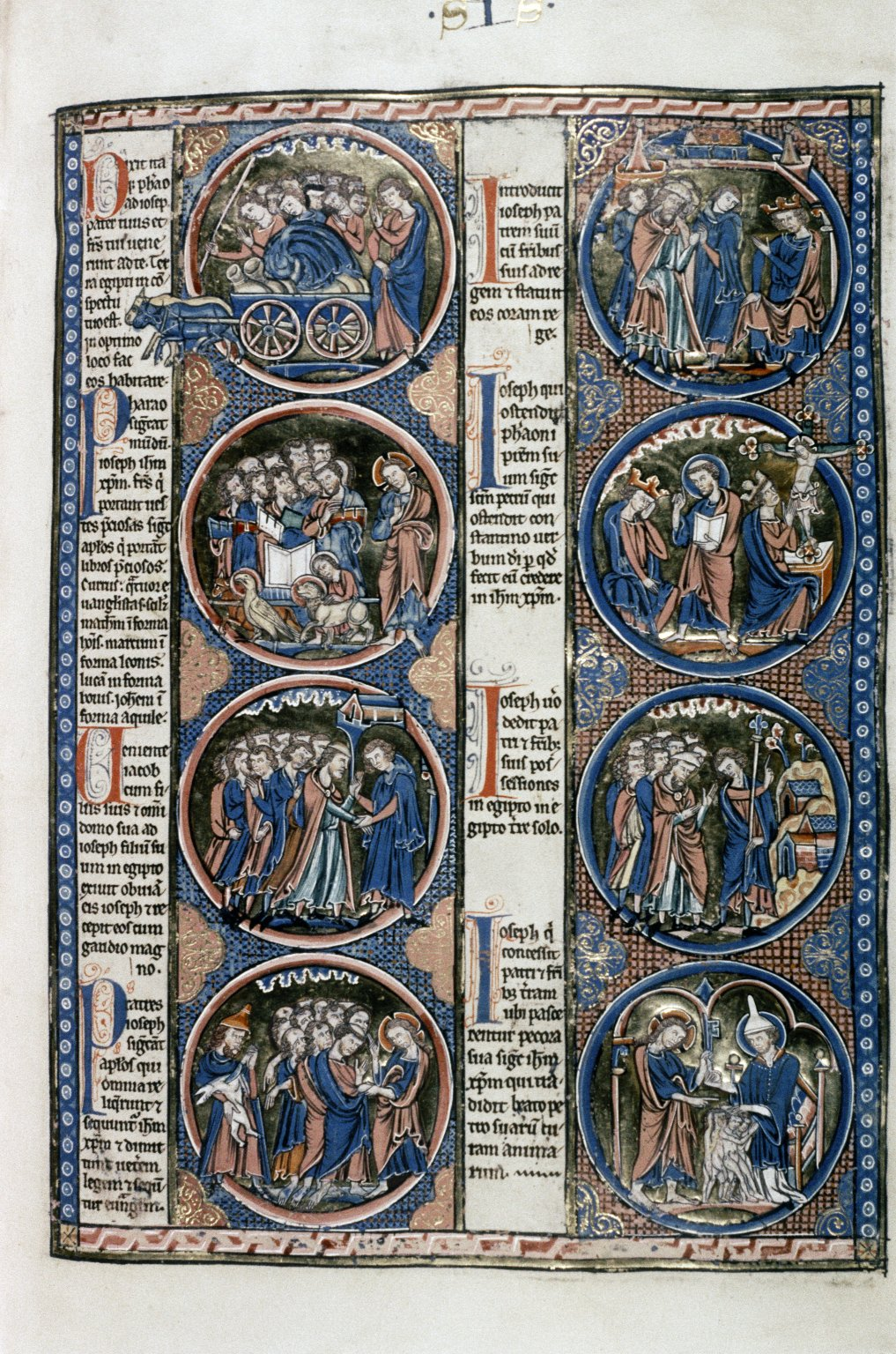
Folio 34 recto du volume d'Oxford
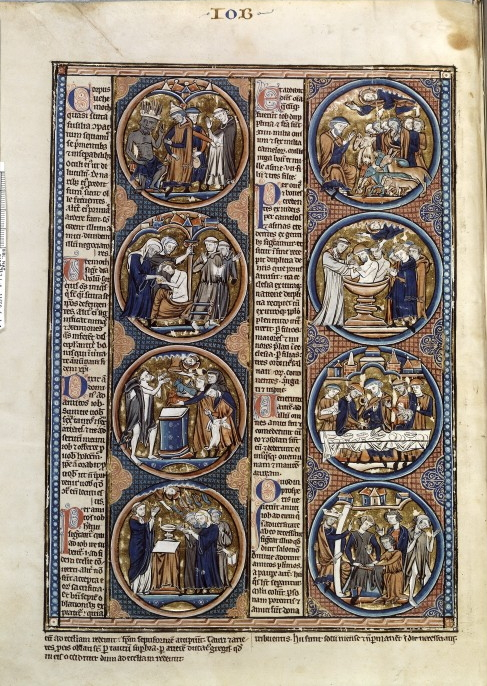
Première page du volume de Paris
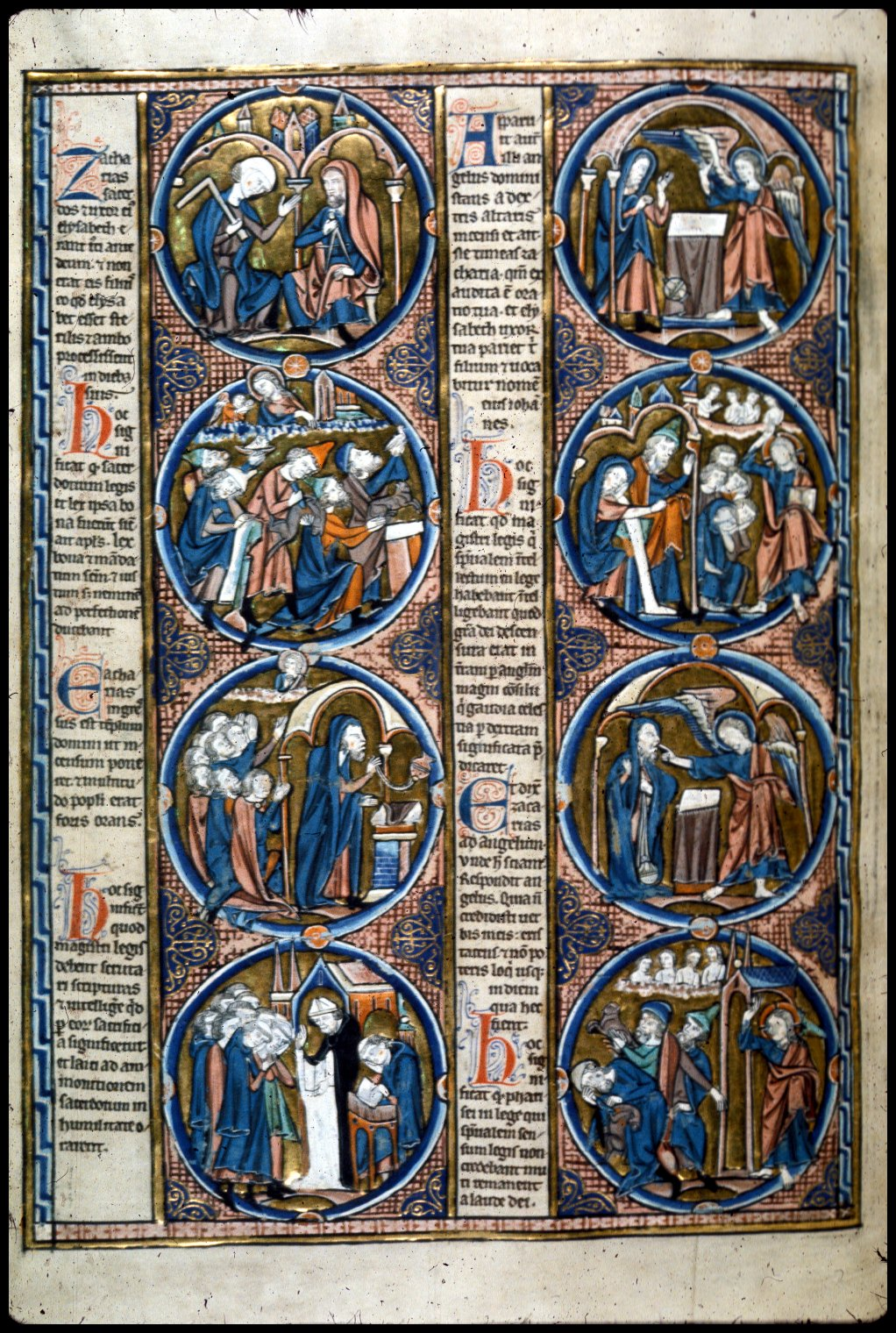
Première page du Nouveau testament, Harley 1527

- le volume d'Oxford contient les livres de la Genèse jusqu'au livre de Job, soit 1728 miniatures en médaillons
- le volume de Paris contient la fin du livre de Job jusqu'au livre de Malachie, soit 1776 miniatures
- le premier volume de Londres contient les livres des Maccabées, soit 224 miniatures
- le second volume de Londres contient le Nouveau Testament, soit 1408 miniatures.

Seul le volume d'Oxford s'ouvre par une miniature de frontispice pleine page représentant un Christ en gloire.